# 김제군 을
김제군 을은 대한민국의 옛 국회의원 선거구이다. 당시 전라북도 김제군의 일부 지역을 관할했다.

## 역사
제헌 국회의원 선거를 앞두고 김제군의 일부 지역을 관할하는 선거구로 신설되었다.
제6대 국회의원 선거를 앞두고 김제군 갑, 을 선거구가 통합되어 김제군 단독 선거구를 이루게 됨에 따라 폐지되었다.

## 역대 국회의원
| 선거   | 정당 | 정당           | 의원   |
| ------ | ---- | -------------- | ------ |
| 1948년 |      | 조선민족청년단 | 홍희종 |
| 1950년 |      | 무소속         | 최윤호 |
| 1952년 |      | 대한청년단     | 최주일 |
| 1954년 |      | 무소속         | 윤제술 |
| 1958년 |      | 민주당         | 윤제술 |
| 1960년 |      | 민주당         | 윤제술 |

## 역대 선거 결과

### 대한민국 제헌 국회의원 선거
|  | 39.87% |

|  | 22.77% |

|  | 18.20% |

|  | 14.52% |

|  | 4.62% |

|  | 0% |

|  | 0% |

### 대한민국 제2대 국회의원 선거
|  | 16.17% |

|  | 14.37% |

|  | 12.42% |

|  | 11.82% |

|  | 7.99% |

|  | 7.40% |

|  | 6.10% |

|  | 4.81% |

|  | 4.04% |

|  | 4.02% |

|  | 3.68% |

|  | 3.15% |

|  | 2.65% |

|  | 1.30% |

### 1952년 대한민국 재보궐선거
최윤호 의원의 사망으로 인해 치러진 1952년 대한민국 재보궐선거에서 대한청년단 최주일 후보가 당선되었다.

### 대한민국 제3대 국회의원 선거
|  | 20.81% |

|  | 20.11% |

|  | 17.90% |

|  | 16.96% |

|  | 13.93% |

|  | 6.41% |

|  | 2.62% |

|  | 1.23% |

### 대한민국 제4대 국회의원 선거
|  | 56.50% |

|  | 43.49% |

### 대한민국 제5대 국회의원 선거
|  | 62.67% |

|  | 37.32% |